# Ангуилара-Венета
Ангуилара-Венета (итал. Anguillara Veneta) — город и коммуна в Италии, располагается в провинции Падуя области Венеция.
Население составляет 4739 человек, плотность населения составляет 226 чел./км². Занимает площадь 21 км². Почтовый индекс — 35022. Телефонный код — 00049.
Покровителем города считается святой апостол Андрей. Праздник города ежегодно празднуется 30 ноября.